# Маршалл Ґолдсміт
Маршалл Ґолдсміт (англ. Marshall Goldsmith; нар. 20 березня 1949, Валі-Стейшон, Джефферсон, Кентуккі, США) — американський бізнес-експерт, професор, доктор філософії, консультант найкращих топ-менеджерів США та світу, який увійшов до числа 50 найвпливовіших мислителів у царині менеджменту. Автор бестселерів, сумарний тираж яких перевищив 2 мільйони примірників. Його книги перекладені 30 мовами та стали бестселерами в 12 країнах.

## Життєпис
Маршалл Ґолдсміт у 1970 році закінчив Інститут технологій Роуз-Гулман. Отримав ступінь магістра ділового адміністрування у Бізнес школі Келлі Індіанського університету. У 1977 році отримав вчений ступінь доктора філософії у школі менеджменту Каліфорнійського університету Лос-Анджелесу.

## Особисте життя
Маршалл Ґолдсміт одружений. Мешкає зі своєю дружиною Лідою та дітьми, сином та дочкою, у Ранчо Санта-Фе, штат Каліфорнія.

## Українські переклади
- Маршалл Ґолдсміт, Марк Рейтер. «Перемикайся. Стань тим, ким хочеш бути». Переклад: Наталія Валевська. Видавництво «Наш Формат». ст. 240. 2017. ISBN 978-617-7388-06-6

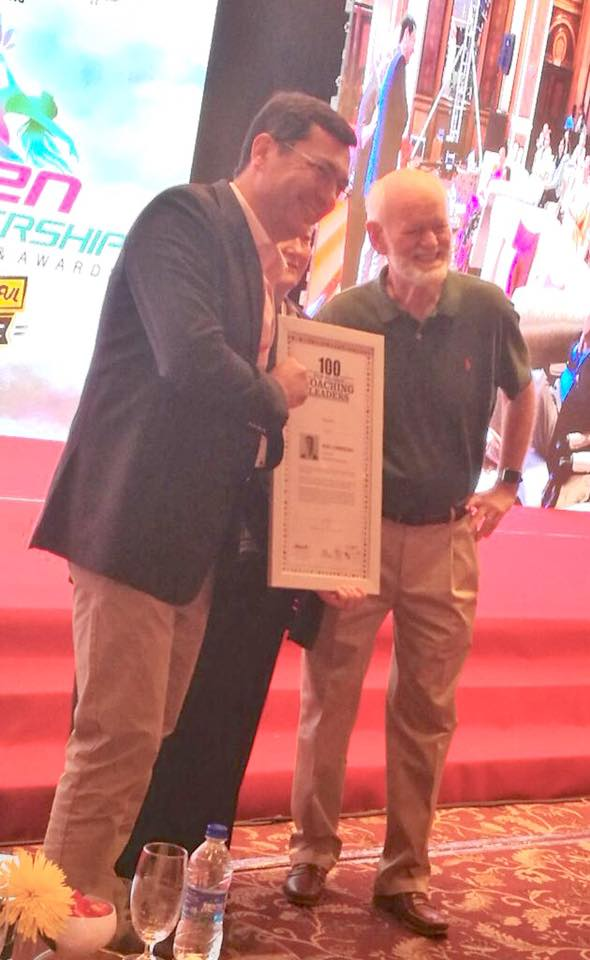
Marshall Goldsmith giving an award to a fellow coach Nigel Cumberland at the 2018 HRD World Congress in Mumbai, India